# Gonfanó

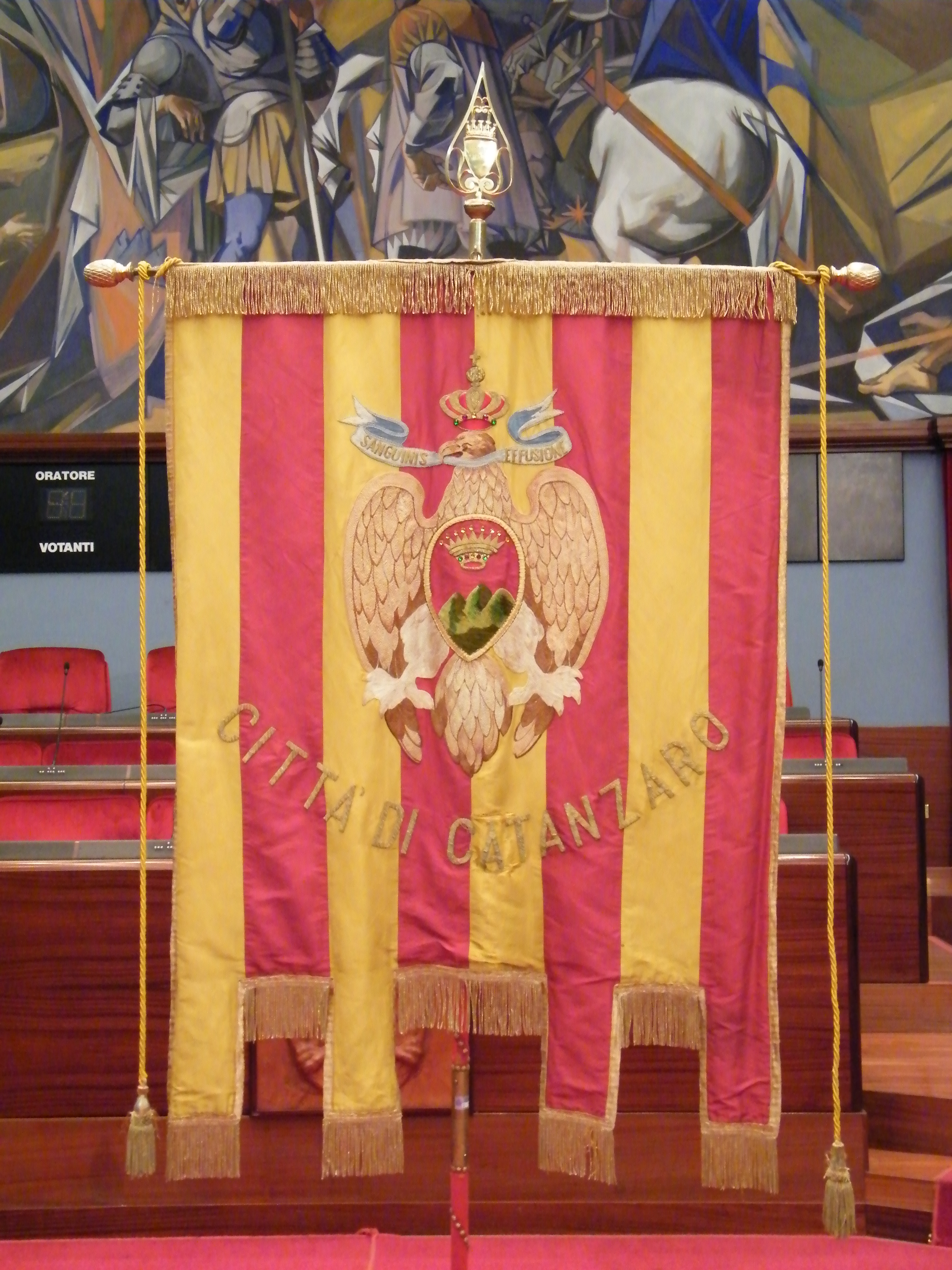
Gonfanó de l'ajuntament de Catanzaro (Sicília)

El gonfanó o gamfanó o gamfaró del germànic fràncic gundfano, compost de gund (‘combat’) i fano (‘bandera’), era, a l'edat mitjana, una bandera o estendard usat com a insígnia de guerra.
Al nord d'Itàlia es coneix amb aquest nom, en italià gonfalone o confalone, una bandera o estendard llarg, de vegades acabat en una o dues puntes, o amb diverses serpentines, i suspès d'un pal travesser. Va ser adoptat originàriament per les comunes medievals italianes i, més tard, pels gremis, corporacions i districtes locals. A causa d'aquest ús, les trobades d'una comunitat o veïnat local de Florència, en origen nomenats gonfaloniere (gonfanoner en català), van cedir finalment el seu nom a aquestes banderes o estendards. Pot ser dissenyat com una insígnia o escut d'armes, o ornamentar-se amb un disseny vistós. Actualment cada comune italiana té un gonfanó lluint el seu escut d'armes.
El gonfanó ha estat usat des de fa molt de temps a cerimònies eclesiàstiques i processons. L'ombrellino o umbraculum, un símbol papal, és nomenat sovint gonfalone pels italians perquè acostuma a representar-se sobre un gonfanó.

## Ús religiós
Els gonfanons van tenir gran importància com a objectes religiosos cristians a Europa durant l'edat mitjana, especialment en el centre d'Itàlia. Aquests objectes religiosos consistien en una tela, normalment de lona però ocasionalment de seda, subjecte per un marc de fusta amb forma de T per darrere, i amb un pal llarg per sostenir l'estendard durant les cerimònies i processons. Els estendards eren pintats amb tremp o a l'oli, de vegades per les dues cares. Les imatges escollides eren les dels sants patrons de les ciutats, confraries o gremis, la Mare de Déu amb l'Infant, Crist, el Déu Pare, sants, i la Mare de Déu com a Reina del Cel, Mediatrix, Theotokos o altres. Perquè aquests estendards estaven sovint relacionats amb un grup particular, podien apareixen a ells iconografies molt inusuals i específiques.